# Север (Томская область)
Се́вер — деревня в Колпашевском районе Томской области, Россия. Входит в состав Колпашевского городского поселения.

## География
Деревня Север находится в центральной части Колпашевского района, на берегу протоки Северской, входящей в речную систему Кети. Деревня является самым северным из 4 населённых пунктов Колпашевского городского поселения.

## История
Основана в 1600 году. До появления русского населения — селькупские юрты Сиверские. По преданию, именно из юрт Сиверских на Кети более 300 лет назад переселился в Иванкино селькупский род Сычиных.
В 1926 году состояла из 46 хозяйств, основное население — русские. Центр Северского сельсовета Колпашевского района Томского округа Сибирского края.

## Население
| 1920 | 1926 | 2002 | 2010 | 2012 | 2013 | 2014 |
| ---- | ---- | ---- | ---- | ---- | ---- | ---- |
| 225  | ↗230 | ↘198 | ↘121 | ↘115 | →115 | →115 |
| 2015 | 2021 |      |      |      |      |      |
| ↘101 | ↘64  |      |      |      |      |      |

## Социальная сфера и экономика
В посёлке работала общеобразовательная школа (до 2019 г.), есть фельдшерско-акушерский пункт и библиотека.
Основу местной экономической жизни составляют сельское и лесное хозяйство и розничная торговля.